# Rhopalognatha
Rhopalognatha é um gênero de traça pertencente à família Arctiidae.